# دیوید مونارد
دیوید مونارد (انگلیسی: David Mounard؛ زادهٔ ۲۷ اکتبر ۱۹۸۰) بازیکن فوتبال اهل فرانسه است.
از باشگاه‌هایی که در آن بازی کرده‌است می‌توان به باشگاه فوتبال سالرنیتانا، باشگاه فوتبال روبور سیه‌نا، باشگاه فوتبال بنونتو، و باشگاه فوتبال فوجا اشاره کرد.